# Heodes aureomicans
Heodes aureomicans är en fjärilsart som beskrevs av Heyne 1897. Heodes aureomicans ingår i släktet Heodes och familjen juvelvingar. Inga underarter finns listade i Catalogue of Life.